# Liz Truss
Mary Elizabeth Truss (Oxford, 26. srpnja 1975.) je britanska političarka, te bivša  premijerka Ujedinjenog Kraljevstva i vođa Konzervativne stranke. Bila je članica Parlamenta (MP) za South West Norfolk od 2010. godine. Bila je ministrica vanjskih poslova od 2021. i ministrica za žene i jednakost od 2019. godine.
Truss je bila studentica filozofije, politike i ekonomije na Merton College-u u Oxfordu, gdje je bila predsjednica Liberalnih demokrata Sveučilišta Oxford i nepokolebljivi zagovornik ukidanja monarhije. Njezini su se pogledi znatno promijenili u godinama nakon što je diplomirala. Radila je u tvrtkama Shell i Cable & Wireless, prije nego što je postala zamjenica direktora u trustu mozgova Reform. Truss je postala članica Parlamenta na općim izborima 2010. godine. Kao zastupnica pozvala je na reformu u nekoliko područja, uključujući brigu o djeci, matematičko obrazovanje i gospodarstvo.
Truss je služila kao parlamentarna državna podtajnica za brigu o djeci i obrazovanje od 2012. do 2014. godine, prije nego ju je premijer David Cameron imenovao u vladu kao državnu tajnicu za okoliš, hranu i ruralna pitanja 2014. godine. Iako je bila pristaša kampanje Britain Stronger in Europe za ostanak Ujedinjenog Kraljevstva u Europskoj uniji na referendumu 2016., podržala je Brexit nakon rezultata. Nakon što je Cameron podnio ostavku u srpnju 2016., Theresa May imenovala je Truss državnom tajnicom za pravosuđe. Nakon općih izbora 2017., Truss je imenovana glavnom tajnicom Ministarstva financija. Nakon što je May podnijela ostavku 2019., Truss je podržala nastojanja Borisa Johnsona da postane čelnik konzervativaca. Kad je postao premijer, imenovao je Truss državnim tajnicom za međunarodnu trgovinu i predsjednicom Odbora za trgovinu. Zatim ju je postavio za ministricu vanjskih poslova 2021., zamijenivši Dominica Raaba. Truss je 19. prosinca 2021. imenovana glavnom Vladinom pregovaračicom s Europskom unijom koja predsjeda Partnerskim vijećem EU-UK.
Truss se kandidirala na izborima za vodstvo Konzervativne stranke 2022. te je svojom pobjedom zamijenila Johnsona na mjestu premijera.